# Pavel Petrovič Kadočnikov
Pavel Petrovič Kadočnikov (Pietrogrado, 29 luglio 1915 – Leningrado, 2 maggio 1988) è stato un attore e regista sovietico.

## Filmografia parziale

### Regista
- Muzykanty odnogo polka (1965)
- Sneguročka (1968)
- Ja tebja nikogda ne zabudu (1983)